# چیسا یوکویاما
چیزا یوکویاما (انگلیسی: Chisa Yokoyama; ۲۰ دسامبر ۱۹۶۹ – ) بازیگر، و صداپیشه اهل ژاپن بود. وی از سال ۱۹۸۷ میلادی تاکنون مشغول فعالیت بوده‌است.